# Televisión Nacional de Chile
Televisión Nacional de Chile sau TVN este un canal de televiziune din Chile, înființată în anul 1969.